# 여신강림
《여신강림》은 매주 화요일 야옹이 작가가 네이버 웹툰에서 연재하는 웹툰이다. 2020년에 드라마로도 제작되었다. 2024년에 애니메이션으로 방영 예정이다.

## 등장 인물
- 임주경

여 주인공. 유명한 메이크업 유튜버 겸 인플루언서로, 현재 이수호와 사귀고 있다.
- 이수호

남 주인공. 식당 아르바이트생으로, 현재 임주경과 사귀고 있다.
- 한서준

남 주인공. 가수로 활동하고 있으며, 임주경의 전 연인이자 이수호의 친구이다.
- 임희경

임주경의 언니. 한서준의 소속사인 ST기획사에서 일한다.
- 임주영

임주경, 임희경의 남동생.
- 한고운

한서준의 여동생.
- 강수진

임주경, 한서준, 그리고 이수호의 친구. 유명한 인플루언서였으나 현재 너튜브를 운영 중이다. 또, 과거 임주경과 사이가 좋지는 않았지만 화해를 했다.
- 셀레나

이수호의 누나로, 유명한 메이크업 아티스트다.
- 이주헌

이수호의 아버지로, 배우이다.
- 윤세연

한서준, 이수호의 친구. 현 시점에서는 고인이다.
- 조보정

임주경과 같은 소속사 소속 유튜버 (아이돌 연습생)이다. 임주경과 중학교 동창이자 임주경의 학교폭력 가해자이다. 그리고 결국 임주경에게 악플로 고소를 당했다.
- 차승호

구독자 120만명 인기 뷰티 유튜버. 화장하지 않은 얼굴 (차승호)로 주경이와 친해졌지만, 화장한 얼굴 (H호)로는 사이가 좋지 않다. 그러나, 현재 임주경과 화해를 했다. 현재 한서준의 메이크업 아티스트로 활동하고 있다.

## 미디어믹스화

### 한국 드라마 시리즈
2020년 12월 9일부터 2021년 2월 4일까지 tvN에서 드라마가 방영되었다.

### 한국 애니메이션 시리즈
2021년 8월 4일, 여신강림의 애니메이션화가 발표되었다. 제작은 스튜디오N과 칵테일 미디어에서 진행하며 2024년 방영 예정이다. 해외에서는 크런치롤에서 배급 예정이다.

## 같이 보기
- 여신강림 (드라마)
- 네이버 웹툰
- 메이크업